# Steve Cook
Steve Anthony Cook (Hastings, 19 april 1991) is een Engels voetballer die doorgaans als centrale verdediger speelt. Hij tekende in 2022 bij Nottingham Forest.

## Clubcarrière
Cook debuteerde in 2008 in het eerste elftal van Brighton & Hove Albion. Bij gebrek aan speelkansen werd hij uitgeleend aan Havant & Waterlooville, Eastleigh, Eastbourne Borough en Mansfield Town. In oktober 2011 werd de centrumverdediger uitgeleend aan Bournemouth, dat hem op 3 januari 2012 definitief overnam. Cook tekende een contract voor drie en een half jaar bij Bournemouth, dat 150.000 pond betaalde voor de transfer. In 2013 promoveerde hij met The Cherries naar de Championship. Cook werd hierin in het seizoen 2014/15 kampioen met de club, waarop promotie naar de Premier League volgde.

## Erelijst
| Kampioen Championship | 1x | 2014/15 |